# Comissionamento
Comissionamento é o processo de assegurar que os sistemas e componentes de uma edificação ou unidade industrial estejam projetados, instalados, testados, operados e mantidos de acordo com as necessidades e requisitos operacionais do proprietário. O comissionamento pode ser aplicado tanto a novos empreendimentos quanto a unidades e sistemas existentes em processo de expansão, modernização ou adequação.
Na prática, o processo de comissionamento consiste na aplicação integrada de um conjunto de técnicas e procedimentos de engenharia para verificar, inspecionar e testar cada componente físico do empreendimento, desde os individuais, como peças, instrumentos e equipamentos, até os mais complexos, como módulos, subsistemas e sistemas. 

As atividades de comissionamento, no seu sentido mais amplo, são aplicáveis a todas as fases do empreendimento, desde o projeto básico e detalhado, o suprimento e o diligenciamento, a construção e a montagem, até a entrega da unidade ao cliente final, passando, muitas vezes, por uma fase de operação assistida.

## Disciplina independente
O comissionamento de grandes empreendimentos civis e industriais (tais como plataformas de óleo e gás, plantas químicas e petroquímicas, oleodutos, gasodutos, centrais e subestações elétricas, usinas siderúrgicas, plantas de papel e celulose, usinas termelétricas e hidrelétricas, grandes edifícios, pontes, rodovias e ferrovias) é uma especialidade técnica complexa e sofisticada, que tende modernamente a ser encarada como uma disciplina específica e independente, tão importante quanto as especialidades tradicionais de engenharia (civil, mecânica, elétrica, instrumentação e naval).

## Objetivo e impacto
O objetivo central do comissionamento é assegurar a transferência da unidade civil ou industrial do construtor para o proprietário de forma ordenada e segura, garantindo sua operabilidade em termos de desempenho, confiabilidade e rastreabilidade de informações. Adicionalmente, quando executado de forma planejada, estruturada e eficaz, o comissionamento tende a se configurar como um elemento essencial para o atendimento aos requisitos de prazos, custos, segurança e qualidade do empreendimento.

## Sistemas de Gestão do Comissionamento
Em projetos de grande porte, o grande volume e complexidade dos dados de comissionamento, aliado à necessidade de garantir a eficiente rastreabilidade e disponibilidade de todas as informações envolvidas, demandam a utilização de sistemas de gestão do comissionamento, softwares cada vez mais poderosos e sofisticados, capazes de otimizar o planejamento e acompanhamento de todas as atividades dessa importante fase do ciclo de vida do ativo industrial.